# Непес Гукулов
Непес Гукулов (нар. 10 вересня 1978) — туркменський борець греко-римського стилю, срібний призер чемпіонату світу, срібний призер Центрально-Азійських ігор, бронзовий призер Західно-Азійських ігор, учасник Олімпійських ігор. Заслужений майстер спорту Туркменістану.

## Життєпис
Боротьбою почав займатися з 1989 року. У 1998 році завоював срібну медаль на чемпіонаті Азії серед юніорів. У 2002 році сенсаційно дійшов до фіналу чемпіонату світу серед дорослих, на шляху до якого здолав діючого на той момент чемпіона світу Хассана Ранграза з Ірану. У поєдинку за чемпіонський титул поступився представнику Росії Гейдару Мамедалієву.
Виступав за спортивний клуб Ашхабадського університету.
Після завершення спортивної кар'єри перейшов на тренерську роботу. Працює тренером у спортивній школі «Олімп».

## Спортивні результати на міжнародних змаганнях

### Виступи на Олімпіадах
| Змагання                    | Збірна       | Вагова категорія                 | Місце |
| --------------------------- | ------------ | -------------------------------- | ----- |
| Літні Олімпійські ігри 2000 | Туркменістан | греко-римська боротьба, до 58 кг | 10    |

### Виступи на Чемпіонатах світу
| Змагання                        | Збірна       | Вагова категорія                 | Місце  |
| ------------------------------- | ------------ | -------------------------------- | ------ |
| Чемпіонат світу з боротьби 1999 | Туркменістан | греко-римська боротьба, до 54 кг | 32     |
| Чемпіонат світу з боротьби 2002 | Туркменістан | греко-римська боротьба, до 55 кг | Срібло |

### Виступи на Чемпіонатах Азії
| Змагання                       | Збірна       | Вагова категорія                 | Місце |
| ------------------------------ | ------------ | -------------------------------- | ----- |
| Чемпіонат Азії з боротьби 1999 | Туркменістан | греко-римська боротьба, до 54 кг | 4     |
| Чемпіонат Азії з боротьби 2000 | Туркменістан | греко-римська боротьба, до 58 кг | 4     |
| Чемпіонат Азії з боротьби 2001 | Туркменістан | греко-римська боротьба, до 58 кг | 7     |

### Виступи на Азійських іграх
| Змагання           | Збірна       | Вагова категорія                 | Місце |
| ------------------ | ------------ | -------------------------------- | ----- |
| Азійські ігри 1998 | Туркменістан | греко-римська боротьба, до 54 кг | 7     |

### Виступи на Центрально-Азійських іграх
| Змагання                      | Збірна       | Вагова категорія                 | Місце  |
| ----------------------------- | ------------ | -------------------------------- | ------ |
| Центрально-Азійські ігри 1999 | Туркменістан | греко-римська боротьба, до 54 кг | Срібло |

### Виступи на Західно-Азійських іграх
| Змагання                              | Збірна       | Вагова категорія                 | Місце  |
| ------------------------------------- | ------------ | -------------------------------- | ------ |
| Західно-Азійзькі борцівські ігри 1997 | Туркменістан | греко-римська боротьба, до 54 кг | Бронза |

### Виступи на інших змаганнях
| Змагання                                                         | Збірна       | Вагова категорія                 | Місце |
| ---------------------------------------------------------------- | ------------ | -------------------------------- | ----- |
| Олімпійський кваліфікаційний турнір з боротьби 2000 (Фаенца)     | Туркменістан | греко-римська боротьба, до 58 кг | 8     |
| Олімпійський кваліфікаційний турнір з боротьби 2000 (Ташкент)    | Туркменістан | греко-римська боротьба, до 58 кг | 8     |
| Олімпійський кваліфікаційний турнір з боротьби 2008 (Роме-Остія) | Туркменістан | греко-римська боротьба, до 60 кг | 26    |
| Олімпійський кваліфікаційний турнір з боротьби 2008 (Новий Сад)  | Туркменістан | греко-римська боротьба, до 60 кг | 25    |

### Виступи на змаганнях молодших вікових груп
| Змагання                                      | Збірна       | Вагова категорія                 | Місце  |
| --------------------------------------------- | ------------ | -------------------------------- | ------ |
| Чемпіонат світу з боротьби серед юніорів 1997 | Туркменістан | греко-римська боротьба, до 56 кг | 16     |
| Чемпіонат Азії з боротьби серед юніорів 1998  | Туркменістан | греко-римська боротьба, до 56 кг | Срібло |
| Чемпіонат світу з боротьби серед юніорів 1998 | Туркменістан | греко-римська боротьба, до 56 кг | 12     |